# Torchis

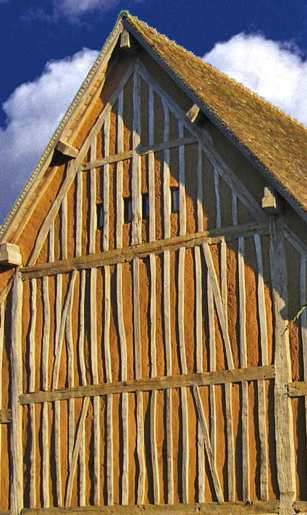
Sistema costruttivo a torchis.

Il torchis è un sistema costruttivo che impiega due distinti materiali da costruzione: il legno e la terra. La terra lavorata è utilizzata come massa inerte con funzione di riempimento. Questo sistema costruttivo si usa per costruire sia murature portanti sia pareti divisorie interne; il legno è impiegato per la realizzazione dell'ossatura portante (in genere una struttura a telaio o a graticcio), mentre l'impasto di terra costituisce il riempimento della muratura o della parete.

## Tecnologia

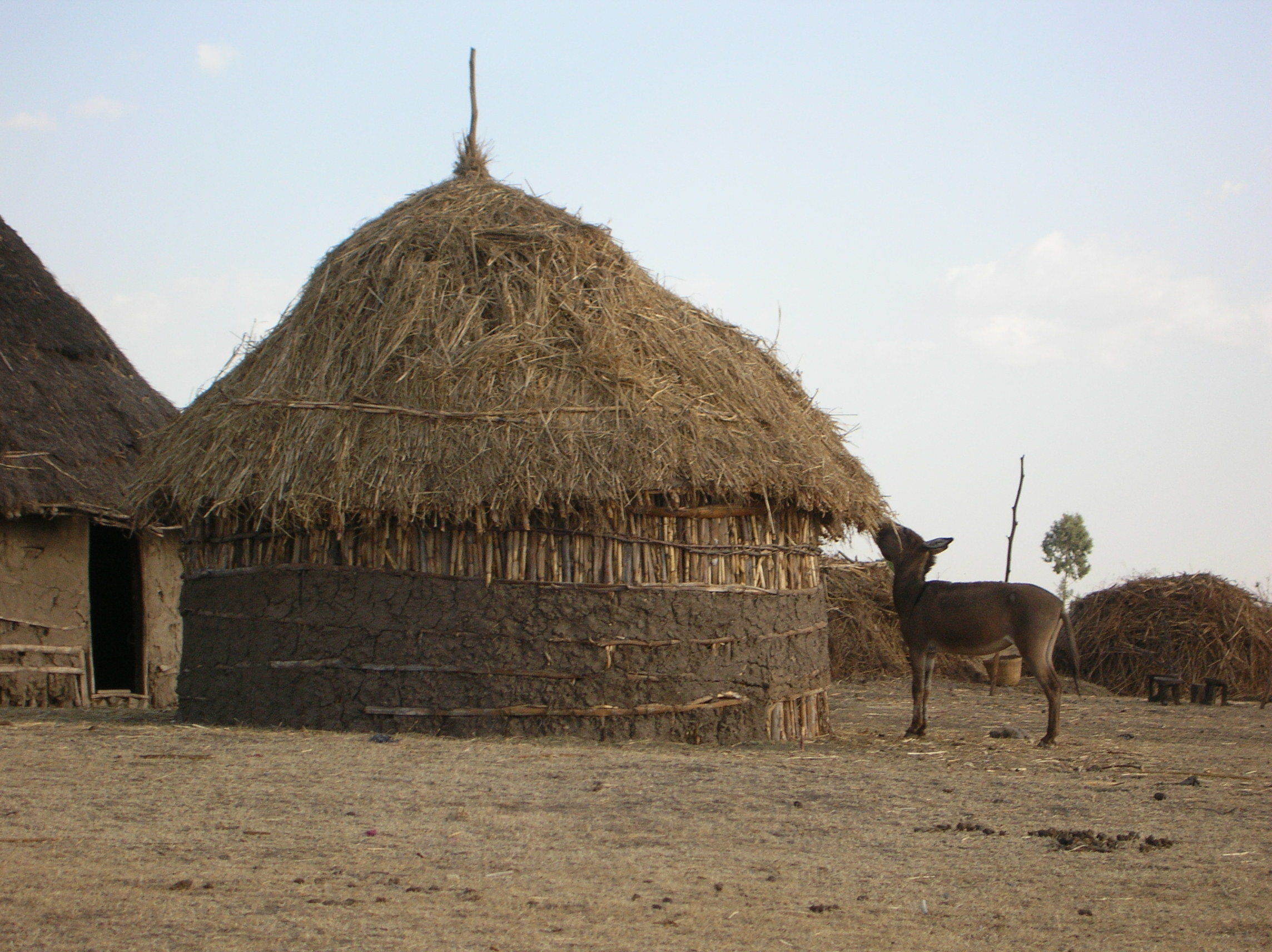
Sistema costruttivo a torchis etiope

Il sistema a torchis è formato da un impasto a granulometria variabile di acqua, argilla e fibre naturali (paglia, fieno, fibre vegetali in genere, in alcune aree geografiche si usa anche arricchire l'impasto con sabbia e calce, quest'ultima per rendere impermeabile l'aggregato) con consistenza plastica (semi-fluida), come un calcestruzzo naturale (il cob inglese), con limitata funzione resistente, ed è inserito manualmente a pressione nella struttura a graticcio in legno che forma l'ossatura portante di murature e pareti divisorie. Questo sistema costruttivo è stato impiegato nell'architettura vernacolare in molti paesi dell'Europa centrale (soprattutto Francia e Germania) nella costruzione di case rurali, fattorie, fienili, stalle, porcilaie, pollai, magazzini, ecc.
Il sistema di costruzione prevede la realizzazione della struttura principale in legno, come ad esempio quella utilizzata per le Fachwerkhaus tedesche o i sistemi à colombage francesi. La struttura portante della costruzione, a telaio e a graticcio, e successivamente il riempimento del telaio strutturale con l'impasto di terra (in alcune aree extraeuropee quali l'Etiopia l'impasto è di terra-fango, e spesso si usa terra di termitaio che garantisce maggiore resistenza alla compressione all'impasto terroso) e fibre naturali consentono di realizzare un sistema strutturale con buone caratteristiche di resistenza meccanica. La struttura in legno garantisce una buona elasticità e deformabilità anche alle azioni orizzontali, la massa di terra si comporta come un calcestruzzo ideale e garantisce solidità alla struttura lignea. Spesso per aumentare la resistenza dell'impasto di terra si usa disporre un canniccio o delle stecche di legno, tra l'ossatura principale e quella secondaria della struttura lignea, per favorire l'aggrappo (presa) dell'impasto di terra che è pigiato a mano negli interstizi del telaio ligneo. Infine, la superficie delle pareti può essere intonacata con una malta di calce.

## Storia
Il torchis è considerato il primo sistema strutturale composito della storia, perché è costituito da una parte di materiale plastico resistente a compressione (terra o fango, di matrice argillosa finemente lavorata a setaccio, e acqua) e da materiali resistenti a trazione (fibre vegetali o paglia).
Le prime costruzioni realizzate in Europa con questa tecnica risalgono al periodo Neolitico. In origine la struttura portante era costituita da giunchi o canne intrecciate su di una carpenteria di arbusti di piccolo diametro ricoperte di terra con consistenza fangosa. Questa tecnica costruttiva si ritrova negli abitati neolitici della Grecia e della Tessaglia, il cui modello è rintracciabile nelle abitazioni del villaggio tessalo di Sesclo a pianta rettangolare a un solo piano, per evolversi verso la tipologia del megaron, che predominerà nelle epoche successive; da queste aree il torchis si diffonde nell'interno dell'Europa fino alle zone del nord.
Nel mondo romano, la fondazione di Roma (VIII secolo a.C.) vede un abitato sparso sui sette colli composto da capanne in legno rivestite con terra e coperte da paglia, che all'inizio del VI secolo a.C. lasceranno il posto a case rettangolari con muri in mattoni crudi. Parallelamente, il torchis è impiegato negli insediamenti celto-gallici dell'età del Ferro (750–50 a.C.).
A partire dall'epoca neolitica è presente in Cina (V millennio a.C.), nel nord e nord-ovest della regione presso le grandi pianure di loess, in concomitanza con la nascita delle prime comunità agricole. Al contrario, in Africa il torchis si diffonde nei paesi ricchi di foreste e terreni alluvionali – come la Costa d'Avorio – che non consentono lo sviluppo dell'agricoltura, dove inizialmente l'uomo è raccoglitore e le costruzioni sono provvisorie dall'esecuzione veloce.
In America Centrale la costruzione di edifici in terra cruda è legata alla nascita di villaggi permanenti, a sua volta conseguenza dello sviluppo della cultura del mais: a partire dall'VIII secolo a.C. presso gli Olmechi (sito de La Venta) e gli Zapotechi (sito di Monte Albán) compaiono case quadrangolari costruite in torchis e coperte da foglie di palma. Molto più tardi, fra i secoli V- XI, le popolazioni indiane del sud-ovest degli Stati Uniti e in particolare quelle dell'Arizona, sviluppano l'uso della terra cruda partendo da case-fossa circolari con struttura in legno ricoperta di terra.
Il maggior sviluppo di questa tecnica costruttiva si può far risalire ai secoli XIV e XVI, ma in talune aree dell'Europa centrale si è continuato a costruire con questo sistema fino a dopo la seconda guerra mondiale. Nel XIX secolo, la necessità di realizzare costruzioni a carattere temporaneo ha sviluppato un sistema costruttivo simile, documentato nel Regno Unito ed esportato negli Stati Uniti durante le emigrazioni dei coloni inglesi, definito sod, ovvero rifugi costruiti con zolle di terra prelevate dalla parte superiore del terreno, comprese le radici che assicurano il legame fra gli elementi, semplicemente impilate.
I vantaggi di questa tecnica costruttiva sono: possibilità di realizzare edifici in auto-costruzione a basso costo in quanto il legname da utilizzare non deve necessariamente essere lavorato, semplicità del sistema costruttivo, impiego di materiali locali, buon isolamento termico e acustico, basso impatto ambientale (sviluppo sostenibile).